# Јагел
Јагел (њем. Jagel) општина је у њемачкој савезној држави Шлезвиг-Холштајн. Једно је од 134 општинска средишта округа Шлезвиг-Фленсбург. Према процјени из 2010. у општини је живјело 950 становника. Посједује регионалну шифру (AGS) 1059043.

## Географски и демографски подаци
Јагел се налази у савезној држави Шлезвиг-Холштајн у округу Шлезвиг-Фленсбург. Општина се налази на надморској висини од 18 метара. Површина општине износи 11,9 km². У самом мјесту је, према процјени из 2010. године, живјело 950 становника. Просјечна густина становништва износи 80 становника/km².